# Apongo (distrito)
Apongo é um distrito do Peru, departamento de Ayacucho, localizada na província de Victor Fajardo.

## Transporte
O distrito de Apongo é servido pela seguinte rodovia:
- AY-109, que liga a cidade de Canaria ao distrito de Puquio [1][2][3]